# Donovan
Donovan (właściwie Donovan Phillips Leitch, ur. 10 maja 1946 w Glasgow) – szkocki wokalista i gitarzysta. Śpiewa w stylu pop i folk. Współpracował m.in. z The Beatles, pisząc  m.in. część piosenki „Yellow Submarine”. 11 razy znalazł się na brytyjskiej liście przebojów, a najwyższe, drugie miejsce, osiągnął piosenką „Sunshine Superman”. Był jednym z najpopularniejszych artystów lat sześćdziesiątych (hit – evergreen „Mellow Yellow” (w Polsce znany także jako piosenka z żartobliwym polskim tekstem pod tytułem „Ktoś mi ukradł melon”, śpiewana m.in. przez młodzież na koloniach letnich i przez harcerzy).

## Dyskografia
- What’s Bin Did and What’s Bin Hid (1965),
- Universal Soldier (1965)
- Fairy Tale (1965)
- Sunshine Superman (1966)
- Mellow Yellow (1967)
- A Gift from a Flower to a Garden (1967)
  - Wear Your Love Like Heaven (1967)
  - For Little Ones (1967)
- Donovan in Concert (live) (1968)
- The Hurdy Gurdy Man (1968)
- Barabajagal (1969)
- Open Road (1970)
- HMS Donovan (1971)
- Cosmic Wheels (1973)
- Live in Japan: Spring Tour 1973 (1973)
- Essence to Essence (1973)
- 7-tease (1975)
- Slow Down World (1976)
- Donovan (1977)
- Neutronica (1980)
- Love Is Only Feeling (1981)
- Lady of the Stars (1984)
- Donovan Rising (live) (1990)
- The Children of Lir (1994)
- Sutras (1996)
- Rising Again (2001)
- The Pied Piper (2002)
- Sixty Four (2002)
- Beat Café (2004)
- Brother Sun, Sister Moon (2004)

## Filmografia
- „Message to Love: The Isle of Wight Festival” (1997, film dokumentalny, reżyseria: Murray Lerner)[5]